# Hankovce, Bardejov
Hankovce este o comună slovacă, aflată în districtul Bardejov din regiunea Prešov. Localitatea se află la altitudinea de 250 m deasupra n.m., se întinde pe o suprafață de 8,89 km2 și în 2017 număra 423 de locuitori. Se învecinează cu comuna Harhaj.

## Istoric
Localitatea Hankovce este atestată documentar din 1377.

## Demografie
| An:                | 1994 | 2004   | 2014   | 2024   |
| ------------------ | ---- | ------ | ------ | ------ |
| Număr de persoane: | 411  | 402    | 400    | 437    |
| Diferență:         |      | −2,18% | −0,49% | +9,25% |

| An:                | 2023 | 2024   |
| ------------------ | ---- | ------ |
| Număr de persoane: | 439  | 437    |
| Diferență:         |      | −0,45% |